# Verwaltungsgemeinschaft Geyer-Tannenberg
Die Verwaltungsgemeinschaft Geyer-Tannenberg (bis zum 17. Dezember 2021 Verwaltungsgemeinschaft Geyer) im Erzgebirgskreis in Sachsen (Deutschland) besteht aus
- der Stadt Geyer als erfüllender Gemeinde
- und der Gemeinde Tannenberg.

Die ursprünglich zugehörige Stadt Elterlein verließ zum 1. Januar 2009 die Verwaltungsgemeinschaft und schloss sich der Verwaltungsgemeinschaft Zwönitz an.